# Ilgok-dong
Ilgok-dong (koreanska: 일곡동) är en stadsdel i stadsdistriktet Buk-gu i staden Gwangju i den sydvästra delen av Sydkorea,  260 km söder om huvudstaden Seoul.